# Електрозапалювач
Електрозапа́лювач (рос.электровоспламенитель, англ. electrodetonating fuse, electric fuse igniter; нім. Elektroanzünder m, Elektrozündsatz m, elektrischer Zünder m) — у вибуховій справі — пристрій, призначений для підривання на відстані електричним струмом капсулів-детонаторів або зарядів димного пороху.
Належить до засобів висадження.
Складається з пари провідників, до кінців яких припаяний місток розжарювання із платино-іридієвої, константанової або ніхромової (частіше за все) нитки діаметром 25-50 мкм. Місток знаходиться в краплі затверділої запалювальної речовини.